# Liste der Baudenkmäler in Münchberg
Auf dieser Seite sind die Baudenkmäler in der oberfränkischen Stadt Münchberg zusammengestellt. Diese Tabelle ist eine Teilliste der Liste der Baudenkmäler in Bayern. Grundlage ist die Bayerische Denkmalliste, die auf Basis des Bayerischen Denkmalschutzgesetzes vom 1. Oktober 1973 erstmals erstellt wurde und seither durch das Bayerische Landesamt für Denkmalpflege geführt wird. Die folgenden Angaben ersetzen nicht die rechtsverbindliche Auskunft der Denkmalschutzbehörde.

## Ensembles

### Ensemble Altstadt Münchberg
Der Altort von Münchberg in auslaufender Spornlage ist bestimmt durch seinen mittelalterlichen Stadtgrundriss mit dem langen Straßenmarkt und dem typischerweise abseits davon liegenden Kirchbereich. In unmittelbarer Nähe zur neugotischen Kirche stehen der Pfarrhof und das Schulhaus. An der nördlichen Langseite der Kirche schließt sich ein nach Norden gestreckter Platzraum an. Dessen Westseite bildet die einheitliche Reihung von zweigeschossigen Traufseithäusern. Die Ostseite führt durch die stufenweise Versetzung der Häuser zu einer Verengung des Platzes. Östlich des abgeschlossenen Kirchbereichs befindet sich der Straßenmarkt der Ludwigstraße in nord-südlicher Richtung, der zunächst steil, dann sanfter in leichter Kurve ansteigt. In der östlichen Häuserzeile ist noch die Reihenhofstruktur der ursprünglich rein bäuerlichen Siedlung abzulesen. Im 13. Jahrhundert wurde diese durch Hinzufügung der westlichen Häuserzeile zum geschlossenen, städtisch anmutenden, zwischen zwei Toren eingespannten Markt erweitert. Die westliche Ensemblegrenze bildet der parallel zur Ludwigstraße verlaufende Obere Graben mit den zu Wohnhäusern aufgewerteten Rückgebäuden der Anwesen des Straßenmarktes und Resten der Ortsbefestigung mit Gartengräben. Die Bebauung geht auf den Wiederaufbau nach dem Stadtbrand von 1837 zurück und besteht in der einheitlichen Reihung zweigeschossiger Traufseithäuser, heute mit einigen Aufstockungen und Modernisierungen. Im Straßenbild fallen die öffentlichen Gebäude des Rathauses und des Landratsamtes auf, die dem Gärtnerschen Rundbogenstil der Münchner Ludwigstraße verpflichtet sind. Am ehemaligen Oberen Tor ist in der ersten Hälfte des 19. Jahrhunderts der Klosterplatz auf etwa dreieckigem Grundriss mit einheitlicher Bebauung entstanden. Aktennummer: E-4-75-154-1.

## Baudenkmäler nach Gemeindeteilen

### Münchberg
| Lage                                                                | Objekt                                                                                  | Beschreibung | Akten-Nr.     | Bild |
| ------------------------------------------------------------------- | --------------------------------------------------------------------------------------- | --- | ------------- | --- |
| Am Weiher 21 (Standort)                                             | Zweigeschossiges Wohnstallhaus mit Walmdach                                             | Profilierte und geohrte Fenster- und Türrahmungen, bezeichnet „1802“ | D-4-75-154-2  | BW |
| Bahnhof 2, Im Bahnhof, Bahnhof 10, Bahnlinie Bamberg–Hof (Standort) | Bahnhof mit Empfangsgebäude                                                             | Dreigeschossiges quadratisches Gebäude mit Walmdach, eingeschossige Anbauten mit Satteldächern, Ziegelbau mit Gneis verblendet, einziges mit Gneis gebautes Stationsgebäude, 1854, 1902 verputzt, westliche Einfriedung, Güterhalle, Sichtziegelbau mit Satteldächern, 1891–1895, westliches und östliches Stellwerk, Walmdachbauten, 1937                                            | D-4-75-154-77 | weitere Bilder |
| Bahnhofstraße 6 (Standort)                                          | Satteldachhaus                                                                          | Zweigeschossig, mit Fachwerkobergeschoss, Ende 18. Jahrhundert | D-4-75-154-3  | BW |
| Bayreuther Straße 18 (Standort)                                     | Villa                                                                                   | Zweigeschossiger Mansardwalmdachbau, polygonaler Turm mit Laterne, Treppenhaus mit Ziergiebel, um 1890, um 1910 verändert | D-4-75-154-63 | BW |
| Fischergasse 8, Kulmbacher Straße 41 (Standort)                     | Wohnhaus                                                                                | Zweigeschossiger Mansarddachbau auf Hakengrundriss, Ecklisenen, korbbogige Toreinfahrt, 18./19. Jahrhundert | D-4-75-154-19 | BW |
| Friedhof 1 (Standort)                                               | Evangelisch-lutherische Friedhofskirche zur Himmelspforte                               | Saalbau, Putzbau mit in das Dach einschneidendem Turmaufbau auf der Südseite, 1746–47, mit Ausstattung Zwei Grufthäuser mit Walmdach, 18. Jahrhundert An der östlichen Mauer zwei Grabdenkmäler, 1632 und 1730 | D-4-75-154-4  | weitere Bilder |
| Hofer Straße 11 (Standort)                                          | Zweigeschossiges Wohnhaus mit Halbwalmdach                                              | Mittelrisalit und Zwerchhaus, Mitte 19. Jahrhundert | D-4-75-154-5  | BW |
| Hofer Straße 39 (Standort)                                          | Gymnasium, ehemalige Präparandenschule                                                  | Zweigeschossiges Hauptgebäude über hohem Granitsockel, Satteldach mit Dachreiter und großen Gauben mit Dreiecksgiebeln, eingeschossiger westlicher Anbau mit Krüppelwalmdach, Fassaden verputzt mit architektonischen Gliederungen aus Granit, 1908, nördlicher, zweigeschossiger Erweiterungsflügel, Satteldach, Fassade und architektonische Gliederungen wie der Hauptbau, 1926/27 | D-4-75-154-83 | Gymnasium, ehemalige Präparandenschule                                                                                       |
| Hofer Straße 69 (Standort)                                          | Ehemaliges Schützenhaus                                                                 | Zweigeschossiger Hallenbau mit seitlichen eingeschossigen Annexen und gegliederter Front, historistisch, 1885, mit baumbestandenem Biergarten | D-4-75-154-68 | Ehemaliges Schützenhaus |
| Kirchgasse 1 (Standort)                                             | Walmdachbau                                                                             | Zweigeschossig, talseitig dreigeschossig, 18. Jahrhundert über älterem Kern | D-4-75-154-7  | BW |
| Kirchplatz (Standort)                                               | Brunnen                                                                                 | Achteckiges Granitbecken mit neugotischem Sandsteinpfeiler, 1872 | D-4-75-154-14 | Brunnen |
| Kirchplatz 1 (Standort)                                             | Evangelisch-lutherische Stadtpfarrkirche Peter und Paul                                 | Neugotische Hallenkirche mit eingezogenem Chor und Westturm, 1867–72 von Architekt Karl Kaufmann, mit Ausstattung | D-4-75-154-9  | weitere Bilder |
| Kirchplatz 2, 3, 4 (Standort)                                       | Pfarrhaus                                                                               | Zwei im Hakengrundriss zueinander stehende Häuser (zweigeschossiger Mansarddachbau und dreigeschossiger Walmdachbau) über spätmittelalterlichen Substruktionen, mit Bausubstanz des 16./17./18. Jahrhunderts | D-4-75-154-10 | BW |
| Kirchplatz 7 (Standort)                                             | Ehemaliges Schulgebäude, Martin-Luther-Schule                                           | Dreigeschossiger Walmdachbau, Lisenengliederung, 1840–41 von Architekt Erhard Krauß, 1879 Aufstockung der ursprünglich zweigeschossigen Seitenflügel | D-4-75-154-11 | Ehemaliges Schulgebäude, Martin-Luther-Schule                                                                                |
| Kirchplatz 12 (Standort)                                            | Zweigeschossiges Traufseithaus mit mittlerem Zwerchhaus mit Walmdach                    | Um 1840 | D-4-75-154-12 | BW |
| Kirchplatz 13 (Standort)                                            | Zweigeschossiges Traufseithaus                                                          | Um 1840 | D-4-75-154-13 | BW |
| Klosterplatz 1 (Standort)                                           | Siebenbrüderhaus                                                                        | Zweigeschossiges Gebäude mit Halbwalmdach, 1790 an Stelle des ehemals Stadtspitals errichtet, Mittelachse neubarock | D-4-75-154-15 | Siebenbrüderhaus |
| Klosterplatz 2 (Standort)                                           | Ehemaliges Gasthaus Bayerischer Hof                                                     | Zweiflügeliger zweigeschossiger Walmdachbau, um 1840 | D-4-75-154-16 | Ehemaliges Gasthaus Bayerischer Hof                                                                                          |
| Klosterplatz 3 (Standort)                                           | Ehemaliges Stadtbauamt, ehemalige Stadtkämmerei                                         | Zweigeschossiger Walmdachbau mit übergiebeltem Mittelrisalit, um 1840 | D-4-75-154-17 | BW |
| Kreuzbergstraße (Standort)                                          | Hohlweg mit 38 Felsenkellern, sogenannter Kreuzberghohlweg, ehemalige Altstraße         | Mitte 19. Jahrhundert | D-4-75-154-64 | BW |
| Kulmbacher Straße 54 (Standort)                                     | Mansarddachhaus                                                                         | Zweigeschossig, mit reicher historistischer Gliederung, um 1900 | D-4-75-154-65 | BW |
| Kulmbacher Straße 54 (Standort)                                     | Mansarddachhaus                                                                         | Zweigeschossig mit reicher historistischer Gliederung, um 1900 | D-4-75-154-65 | BW |
| Kulmbacher Straße 72 (Standort)                                     | Katholische Stadtpfarrkirche zur heiligen Familie                                       | Neuromanisch, 1905–06, mit Ausstattung | D-4-75-154-20 | weitere Bilder |
| Kulmbacher Straße 76 (Standort)                                     | Ehemalige Königliche Höhere Webschule, heute Staatliche Textilfach- und Ingenieurschule | Dreigeschossiger Walmdachbau, mit Portikalädikula, 1898, Aufstockung 1919/20, Sheddachhalle, 1951 | D-4-75-154-69 | BW |
| Ludwigstraße 6, Bismarckstraße 7 (Standort)                         | Ehemalige Brauerei und ehemaliges Gasthaus                                              | Zweigeschossig mit Walmdach, 18. Jahrhundert Zugehörig ehemalige Mälzerei, Bruchsteinbau, Walmdach, 19. Jahrhundert | D-4-75-154-21 | Ehemalige Brauerei und ehemaliges Gasthaus                                                                                   |
| Ludwigstraße 14 (Standort)                                          | Ehemaliges Landratsamt                                                                  | Zweigeschossiger Eckbau mit Walmdach, Sockelgeschoss aus Sandsteinquadern, Rundbogenfenster, Freitreppe, 1839 von Erhard Krauß, 1962 Umgestaltung des Sockelgeschosses | D-4-75-154-23 | Ehemaliges Landratsamt |
| Ludwigstraße 15 (Standort)                                          | Rathaus                                                                                 | Zweigeschossiger Traufseitbau mit Dachreiter, Sandsteinquader, Rundbogenfenster, 1840 von Erhard Krauß | D-4-75-154-24 | BW |
| Ludwigstraße 18 (Standort)                                          | Wohnhaus                                                                                | Zweigeschossiger Traufseitbau, um 1840 | D-4-75-154-25 | BW |
| Ludwigstraße 20 (Standort)                                          | Wohnhaus                                                                                | Zweigeschossiger Traufseitbau aus Sandsteinquadern, Freitreppe, um 1850 | D-4-75-154-26 | Wohnhaus |
| Ludwigstraße 27 (Standort)                                          | Wohnhaus                                                                                | Zweigeschossiges Eckhaus mit Satteldach, geohrte Fensterrahmungen, um 1840 | D-4-75-154-27 | BW |
| Ludwigstraße 28 (Standort)                                          | Ehemalige Stadtapotheke                                                                 | Zweigeschossiges Traufseithaus mit übergiebeltem Mittelrisalit, Freitreppe, um 1840 | D-4-75-154-28 | Ehemalige Stadtapotheke |
| Ludwigstraße 41 (Standort)                                          | Traufseithaus                                                                           | Zweigeschossig, um 1840 | D-4-75-154-29 | BW |
| Luitpoldstraße 25 a (Standort)                                      | Villa der ehemaligen Aktienfärberei                                                     | Zweigeschossiger Walmdachbau, klassizisierender Heimatstil, 1928/29 von Anton Baumstark (Schwarzenbach an der Saale) | D-4-75-154-67 | BW |
| Luitpoldstraße 30 (Standort)                                        | Wohnhaus                                                                                | Zweiflügelige zweigeschossige Anlage mit Walm- und Satteldach, erste Hälfte 19. Jahrhundert | D-4-75-154-31 | BW |
| Sparnecker Straße (bei der Einmündung des Oderweges) (Standort)     | Steinkreuz                                                                              | Granit, spätmittelalterlich | D-4-75-154-37 | [[Vorlage:Bilderwunsch/code!/C:50.18358,11.79117!/D:Sparnecker Straße (bei der Einmündung des Oderweges), Steinkreuz!/\|BW]] |
| Torgasse 4 (Standort)                                               | Zweigeschossiges Wohnhaus mit Halbwalmdach                                              | 18. Jahrhundert über älterem Kern | D-4-75-154-35 | BW |
| Rohrbühl (Standort)                                                 | Kriegsgefallenen-Gedenkstätte                                                           | Turmanlage aus Granitquadern, Terrasse mit Freitreppe, 1935–1937 von Erich Holzner (Münchberg) und Konrad Kühnlein (Selb) | D-4-75-154-32 | BW |

### Ahornis
| Lage                  | Objekt                                                    | Beschreibung                                | Akten-Nr.     | Bild           |
| --------------------- | --------------------------------------------------------- | ------------------------------------------- | ------------- | -------------- |
| Ahornis 15 (Standort) | Bauernhaus                                                | Massiv, mit Frackdach, um 1800              | D-4-75-154-39 | BW             |
| Ahornis 68 (Standort) | Evangelisch-lutherische Filialkirche, Gustav-Adolf-Kirche | Putzbau mit Turm, 1931–32 von Hanns Pitroff | D-4-75-154-38 | weitere Bilder |

### Biengarten
| Lage                                            | Objekt                                                   | Beschreibung                                               | Akten-Nr.     | Bild       |
| ----------------------------------------------- | -------------------------------------------------------- | ---------------------------------------------------------- | ------------- | ---------- |
| Biengarten 27, In Biengarten (Standort)         | Flurstein, sogenannter Schleifschalen- oder Furchenstein | Gneis, 18./19. Jahrhundert, am Dorfteich                   | D-4-75-154-42 | BW         |
| Von Biengarten zur Staatsstraße 2194 (Standort) | Steinkreuz                                               | Granit, 15./16. Jahrhundert, an der Straße nach Münchberg. | D-4-75-154-41 | Steinkreuz |

### Hammermühle
| Lage               | Objekt | Beschreibung                                                            | Akten-Nr.     | Bild |
| ------------------ | ------ | ----------------------------------------------------------------------- | ------------- | ---- |
| Grund 2 (Standort) | Mühle  | Zweigeschossiges verputztes Gebäude mit Halbwalmdach, bezeichnet „1820“ | D-4-75-154-44 | BW   |

### Hildbrandsgrün
| Lage                         | Objekt                                               | Beschreibung | Akten-Nr.     | Bild |
| ---------------------------- | ---------------------------------------------------- | --- | ------------- | ---- |
| Hildbrandsgrün 1 (Standort)  | Wohnstallhaus mit Frackdach und Fachwerkobergeschoss | Ende 18. Jahrhundert | D-4-75-154-45 | BW   |
| Hildbrandsgrün 7 (Standort)  | Wohnhaus                                             | Eingeschossig mit Satteldach und großem Zwerchhaus zur Hofseite, Wohnstube mit Schirmgewölbe, Hausplatz und Küche mit böhmischen Kappengewölben, Schlussstein mit Inschrift „IEO 1812“ | D-4-75-154-82 | BW   |
| Hildbrandsgrün 15 (Standort) | Wohnstallhaus                                        | Zweigeschossig mit Halbwalmdach bezeichnet „1782“ | D-4-75-154-46 | BW   |

### Horlachen (vordere)
| Lage                             | Objekt     | Beschreibung | Akten-Nr.      | Bild |
| -------------------------------- | ---------- | --- | -------------- | ---- |
| Laubersreuther Weg 55 (Standort) | Bauernhaus | Wohnstallhaus, zweigeschossiger Halbwalmdachbau, spätes 18. Jahrhundert, Wohnteil erweitert um 1834, wandfeste Ausstattung um 1900; Scheune, massiver Halbwalmdachbau, hofseitig korbbogige Toreinfahrten, spätes 18. Jahrhundert | D-4-75-154-119 | BW   |

### Jehsen
| Lage                 | Objekt     | Beschreibung                              | Akten-Nr.     | Bild |
| -------------------- | ---------- | ----------------------------------------- | ------------- | ---- |
| Jehsen 32 (Standort) | Kreuzstein | Granit, mittelalterlich, in der Dorfmitte | D-4-75-154-47 | BW   |

### Markersreuth
| Lage                       | Objekt        | Beschreibung                                                                    | Akten-Nr.     | Bild |
| -------------------------- | ------------- | ------------------------------------------------------------------------------- | ------------- | ---- |
| Markersreuth 6 (Standort)  | Wohnstallhaus | Mit Frackdach, Giebel verschalt, Zwerchhaus mit Halbwalmdach, bezeichnet „1801“ | D-4-75-154-48 | BW   |
| Markersreuth 8 (Standort)  | Wohnstallhaus | Mit Frackdach, Fachwerkobergeschoss, Ende 18. Jahrhundert                       | D-4-75-154-49 | BW   |
| Markersreuth 11 (Standort) | Wohnstallhaus | Mit Frackdach, verbrettertes Fachwerkobergeschoss, Ende 18. Jahrhundert         | D-4-75-154-50 | BW   |
| Markersreuth 30 (Standort) | Wohnstallhaus | Zweigeschossig mit Halbwalmdach, bezeichnet „1837“                              | D-4-75-154-51 | BW   |

### Mechlenreuth
| Lage                       | Objekt                        | Beschreibung | Akten-Nr.      | Bild |
| -------------------------- | ----------------------------- | --- | -------------- | ---- |
| Mechlenreuth 4 (Standort)  | Bauernhof                     | Wohnstallhaus mit Frackdach und Fachwerkobergeschoss, um 1800, Nebengebäude                                                       | D-4-75-154-66  | BW   |
| Mechlenreuth 36 (Standort) | Schulhaus                     | Zweigeschossiges Walmdachhaus, Fassade fünfachsig, Mittelachse durch geschwungenen Giebel betont, Granitportal, bezeichnet „1908“ | D-4-75-154-73  | BW   |
| Haidbach (Standort)        | Bogenbrücke über den Haidbach | Granit, bezeichnet „1927“ | D-4-75-154-117 | BW   |

### Obersauerhof
| Lage                   | Objekt                                          | Beschreibung      | Akten-Nr.     | Bild |
| ---------------------- | ----------------------------------------------- | ----------------- | ------------- | ---- |
| Sauerhof 36 (Standort) | Zweigeschossiges Wohnstallhaus mit Halbwalmdach | Bezeichnet „1808“ | D-4-75-154-52 | BW   |

### Poppenreuth
| Lage                               | Objekt             | Beschreibung | Akten-Nr.     | Bild               |
| ---------------------------------- | ------------------ | --- | ------------- | ------------------ |
| Poppenreuth 28 (Standort)          | Bahnwärterhäuschen | Zweigeschossig über hakenförmigem Grundriss, Krüppelwalmdach, Heimatstil, um 1900, Nebengebäude mit Satteldach                         | D-4-75-154-74 | Bahnwärterhäuschen |
| Bahnstrecke Bamberg–Hof (Standort) | Eisenbahnbrücke    | Überführung über den Weg zur Wasserpumpstation der Stadtwerke Münchberg bei Fl.Nr. 148/1 [Gemarkung Poppenreuth], einbogig, um 1847/48 | D-4-75-154-76 | Eisenbahnbrücke    |

### Pulschnitz
| Lage | Objekt     | Beschreibung        | Akten-Nr.     | Bild |
| --- | ---------- | ------------------- | ------------- | ---- |
| Pulschnitz, im Eselgrund auf dem Feld nahe dem von der B 298 von Poppenreuth nach Pulschnitz bei Haus Nr. 23 abgehenden, nach Ahornis führenden Feldweg (Standort) | Kreuzstein | Spätmittelalterlich | D-4-75-154-58 | BW   |

### Pulschnitzberg
| Lage | Objekt               | Beschreibung                           | Akten-Nr.     | Bild |
| --- | -------------------- | -------------------------------------- | ------------- | --- |
| Südöstlich von Pulschnitzberg, Bahnstrecke Bamberg–Hof, im Verlauf des sogenannten Schödlasweges (öffentlicher Feld- und Waldweg, Flur Nr. 137 Gemeinde Poppenreuth und Flur Nr. 982 Gemeinde Straas) (Standort) | Eisenbahnüberführung | Einbogig, Natursteinmauerwerk, um 1890 | D-4-75-154-75 | [[Vorlage:Bilderwunsch/code!/C:50.18982,11.72893!/D:Südöstlich von Pulschnitzberg, Bahnstrecke Bamberg–Hof, im Verlauf des sogenannten Schödlasweges (öffentlicher Feld- und Waldweg, Flur Nr. 137 Gemeinde Poppenreuth und Flur Nr. 982 Gemeinde Straas), Eisenbahnüberführung!/\|BW]] |

### Schödlas
| Lage                                            | Objekt     | Beschreibung                                                   | Akten-Nr.      | Bild |
| ----------------------------------------------- | ---------- | -------------------------------------------------------------- | -------------- | ---- |
| Bahnstrecke Bamberg–Hof (bei Bahn-km 96,830) () | Bahnbrücke | einbogig-stichbogige Straßenüberführung, Sandstein, um 1847/48 | D-4-75-154-121 |      |

### Solg
| Lage              | Objekt        | Beschreibung                                       | Akten-Nr.     | Bild |
| ----------------- | ------------- | -------------------------------------------------- | ------------- | ---- |
| Solg 6 (Standort) | Wohnstallhaus | Zweigeschossig mit Halbwalmdach, bezeichnet „1832“ | D-4-75-154-54 | BW   |

### Straas
| Lage                             | Objekt                                                                                                   | Beschreibung | Akten-Nr.      | Bild |
| -------------------------------- | --- | --- | -------------- | --- |
| Straas (bei Nr. 10 a) (Standort) | Kriegerdenkmal für die Gefallenen des 1. Weltkrieges der Gemeindeteile Biengarten, Oelschnitz und Straas | nach 1945 um die Gefallenen des 2. Weltkriegs erweitert, oktogonale Stele in Granit, Abdeckung mit Eisernes Kreuz, 1922; dahinter Eichenbaum | D-4-75-154-123 | [[Vorlage:Bilderwunsch/code!/C:50.17646,11.755479!/D:Straas (bei Nr. 10 a), Kriegerdenkmal für die Gefallenen des 1. Weltkrieges der Gemeindeteile Biengarten, Oelschnitz und Straas!/\|BW]] |
| Straas 9 (Standort)              | Wohnstallhaus                                                                                            | Eingeschossig mit Satteldach und Fachwerkgiebel, Ende 18. Jahrhundert                                                                        | D-4-75-154-55  | BW |
| Straas 14 (Standort)             | Wohnhaus                                                                                                 | Zweigeschossig mit Satteldach und Fachwerkgiebel, Anfang 19. Jahrhundert                                                                     | D-4-75-154-56  | BW |

### Untersauerhof
| Lage                                        | Objekt                                                  | Beschreibung                                       | Akten-Nr.     | Bild                                                    |
| ------------------------------------------- | ------------------------------------------------------- | -------------------------------------------------- | ------------- | ------------------------------------------------------- |
| Loh, an der Straße nach Kulmbach (Standort) | Grenzstein der Bezirksämter Stadtsteinach und Münchberg | Granitpfeiler, flacher pyramidenförmiger Abschluss | D-4-75-154-53 | Grenzstein der Bezirksämter Stadtsteinach und Münchberg |

## Ehemalige Baudenkmäler
In diesem Abschnitt sind Objekte aufgeführt, die früher einmal in der Denkmalliste eingetragen waren, jetzt aber nicht mehr. Objekte, die in anderem Zusammenhang also z. B. als Teil eines Baudenkmals weiter eingetragen sind, sollen hier nicht aufgeführt werden. Aktennummern in diesem Abschnitt sind ehemalige, jetzt nicht mehr gültige Aktennummern.

| Lage                                                         | Objekt        | Beschreibung                                                         | Akten-Nr.     | Bild       |
| ------------------------------------------------------------ | ------------- | -------------------------------------------------------------------- | ------------- | ---------- |
| Münchberg Unterer Graben 46 (Standort)                       | Türrahmung    | Um 1800                                                              | D-4-75-154-36 | BW         |
| Biengarten Biengarten 2 (Standort)                           | Türrahmung    | Um 1800                                                              | D-4-75-154-40 | Türrahmung |
| Straas Straas 21 ()                                          | Wohnstallhaus | Eingeschossig mit Satteldach und Fachwerkgiebel, 18./19. Jahrhundert | D-4-75-154-57 |            |
| Straas An der Straße zwischen Biengarten und Schweinsbach () | Grenzstein    | 19. Jahrhundert                                                      | D-4-75-154-59 |            |
| Wüstensaal Meierhof 24 (Standort)                            | Wohnstallhaus | Mit Frackdach, bezeichnet „1797“                                     | D-4-75-154-60 | BW         |